# Sólido de Einstein
Um sólido de Einstein é um modelo que descreve um sólido cristalino como um grande número de osciladores harmônicos quânticos independentes, que oscilam em uma única frequência.
O modelo fornece concordância qualitativa com dados experimentais, especialmente para o limite de baixa temperatura. Como as oscilações são, na verdade, fônons, ou modos coletivos envolvendo muitos átomos, a aproximação de uma única frequência média induz certos erros quantitativos. Albert Einstein sabia que seria difícil obter a frequência das oscilações reais, mas mesmo assim propôs esta teoria porque era uma demonstração particularmente clara de que a mecânica quântica poderia resolver o problema do calor específico na mecânica clássica. 

## Impacto histórico
A teoria original proposta por Einstein em 1907 tem grande relevância histórica. A capacidade térmica dos sólidos, conforme prevista pela lei de Dulong-Petit, era exigida pelo teorema de equipartição de energia; o calor específico dos sólidos deveria ser independente da temperatura. Mas experimentos em baixas temperaturas mostraram que a capacidade térmica tende a zero, em um termo proporcional à terceira potencia da temperatura. Para temperaturas suficientemente grandes, a capacidade térmica chega ao limite previsto pela lei de Dulong-Petit.
Ao empregar a suposição de quantização de energia de Planck, a teoria de Einstein se ajustou à tendência prevista experimentalmente. Junto com o efeito fotoelétrico e com a radiação de corpo negro (que é um problema semelhante), isso se tornou uma das evidências mais importantes da necessidade de quantização de energia.

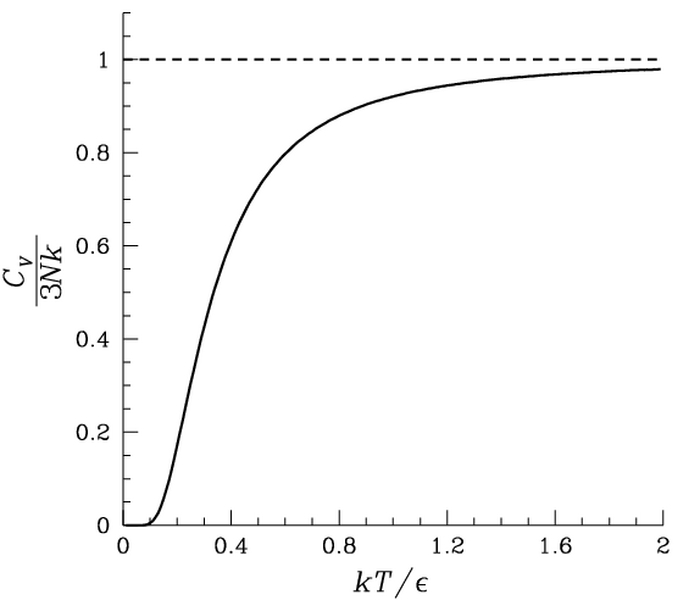
Capacidade calorífica de um sólido de Einstein em função da temperatura.

## Limitações
No modelo de Einstein, no limite em que a temperatura se aproxima de zero o calor específico cai exponencialmente, enquanto que experimentalmente, o decaimento é proporcional à terceira potencia da temperatura. Isso ocorre do fato de que todas as oscilações têm uma frequência comum média. Debye, utilizando uma distribuição de frequências, corrigiu o modelo de Einstein.